# Sydaphera
Sydaphera là một chi ốc biển, là động vật thân mềm chân bụng sống ở biển trong họ Cancellariidae.

## Các loài
Các loài trong chi Sydaphera gồm có:
- Sydaphera anxifer (Iredale, 1925)[2]
- Sydaphera australis (Sowerby, 1832)[3]
- Sydaphera christiana Verhecken, 2008[4]
- Sydaphera delicosa Laseron, 1955[5]
- Sydaphera fulva (Lee & Lan, 2002)[6]
- Sydaphera gigantea (Lee & Lan, 2002)[7]
- Sydaphera granosa (G.B. Sowerby I, 1832b)[8]
- Sydaphera lactea (Deshayes, 1830)[9]
- Sydaphera obnixa (Iredale, 1936)[10]
- Sydaphera panamuna (Garrard, 1975)[11]
- Sydaphera purpuriformis (Kiener, 1841)[12]
- Sydaphera spengleriana (Deshayes, 1830)[13]
- Sydaphera tasmanica (Tenison-Woods, 1876)[14]
- Sydaphera undulata (G.B. Sowerby II, 1849)[15]